# Суходол (Марий Эл)
 Суходол  — деревня в Юринском районе Республики Марий Эл. Входит в Быковское сельское поселение.

## География
Находится в юго-западной части республики Марий Эл на левобережье Волги на расстоянии приблизительно 3 км по прямой на север от районного центра посёлка Юрино.

## История
Упоминается с 1859 года, когда здесь было учтён 31 двор и 218 жителей. В 1925 году здесь было 87 дворов (417 жителей), в 1929 году 95 хозяйств (410 жителей, все русские), в 1939 году — 102 двора (404 человек), в 1992 361 человек. В советское время работали колхозы «Красный колос» и «Путь к коммунизму». В связи со строительством Чебоксарской ГЭС в 1973—1978 годах в деревню прибыли 74 семьи переселенцев из деревень, вошедших в зону затопления.

## Население
Население составляло 293 человека (русские 96 %) в 2002 году, 250 в 2010.